# محكمة ابتدائية
المحكمة الابتدائية أو محكمة الدرجة الأولى هي أولى درجات التقاضي للمطالبة بحق مهما كان نوعه أو للحصول على إحدى الخدمات التي يجب أن تجرى أمام القضاء مهما كانت تلك الخدمة في نطاق قوانين وأنظمة البلاد. سواء كانت تلك الحقوق تقدير مادي أو معنوي.وهي من مؤسسات القضاء العادي(المدني)

## تاريخ
29-05-2023

## المحاكم حسب البلد

### المغرب

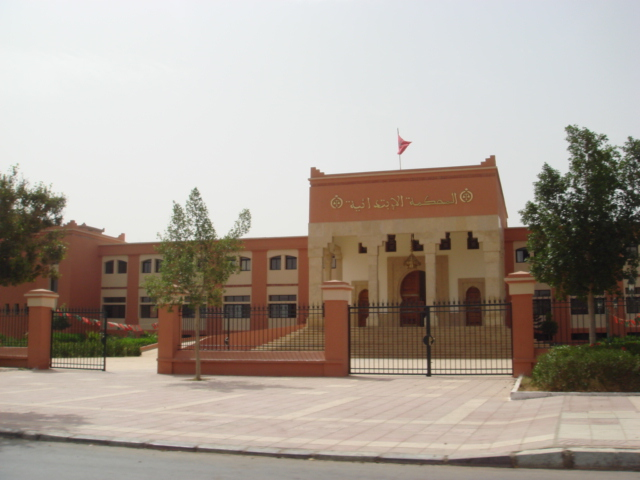
محكمة ابتدائية بمدينة كلميم المغربية.

حدد التنظيم القضائي المغربي الصادر بموجب الظهير الشريف رقم 1.74.338 بتاريخ 15 يوليو 1974 الإطار القانون لمحاكم المملكة، حيث خصص الباب الثاني من القسم الأول الخاص بأنواع المحاكم واختصاصاتها حصرا للمحاكم الابتدائية؛ وينص الفصل الثاني من منطوق القانون «تتألف المحاكم الابتدائية من رئيس المحكمة وقضاة وقضاة نواب، ومن نيابة عامة تتكون من وكيل الملك ونائب أو عدة نواب، ومن كتابة الضبط المحكمة وكتابة ضبط للنيابة العامة. ويمكن تقسيم هذه المحاكم بحسب نوعية القضايا التي تختص بالنظر فيها إلى أقسام قضاء الأسرة وأقسام قضاء القرب وغرف مدنية وتجارية وعقارية واجتماعية وزجرية، يمكن لكل غرفة أن تبحث وتحكم في كل القضايا المعروضة على المحكمة كيفما كان نوعها باستثناء ما يتعلق بأقسام قضاء الأسرة وأقسام قضاء القرب»

#### أقسام قضاء الأسرة
تعتبر أقسام قضاء الأسرة محاكم مرتبطة بالمحاكم الابتدائية.وقد تم إحداثها بالتدريج ابتداء من سنة 2001 ليتم تعميمها سنة 2004 (فبراير2004) مع انطلاق العمل بقانون مدونة الأسرة الذي يعنى بشؤون الأسرة والطفل والأحوال الشخصية
أشار القانون 73/03 المعدل للتنظيم القضائي لاختصاصات قسم قضاء الأسرة وذلك  كالتالي :  «تنظر أقسام قضاء الأسرة في قضايا الأحوال الشخصية، والميراث، والحالة المدنية وشؤون التوثيق والقاصرين  ، والكفالة وكل ماله علاقة برعاية وحماية الأسرة

#### أقسام قضاء القرب
تم إلغاء محاكم الجماعات والمقاطعات وتعويضها بقضاء القرب، وذلك بموجب القانون 42.10، تتألف أقسام قضاء القرب حسب المادة الثانية من القانون رقم 42.10 المتعلق بتنظيم قضاء القرب وتحديد اختصاصاته من قاضٍ أو أكثر وأعوان لكتابة الضبط أو الكتابة، تتجلى اختصاصات قضاء القرب في النظر في الدعاوي الشخصية والمنقولة التي لا تتجاوز قيمتها خمسة آلاف درهم باستثناء النزاعات المتعلقة بمدونة الأسرة والعقار والقضايا الاجتماعية والإفراغات، كما تنظر أيضا في المخالفات المنصوص عليها في القانون المتعلق بتنظيم قضاء القرب وتحديد اختصاصاته.

### تونس

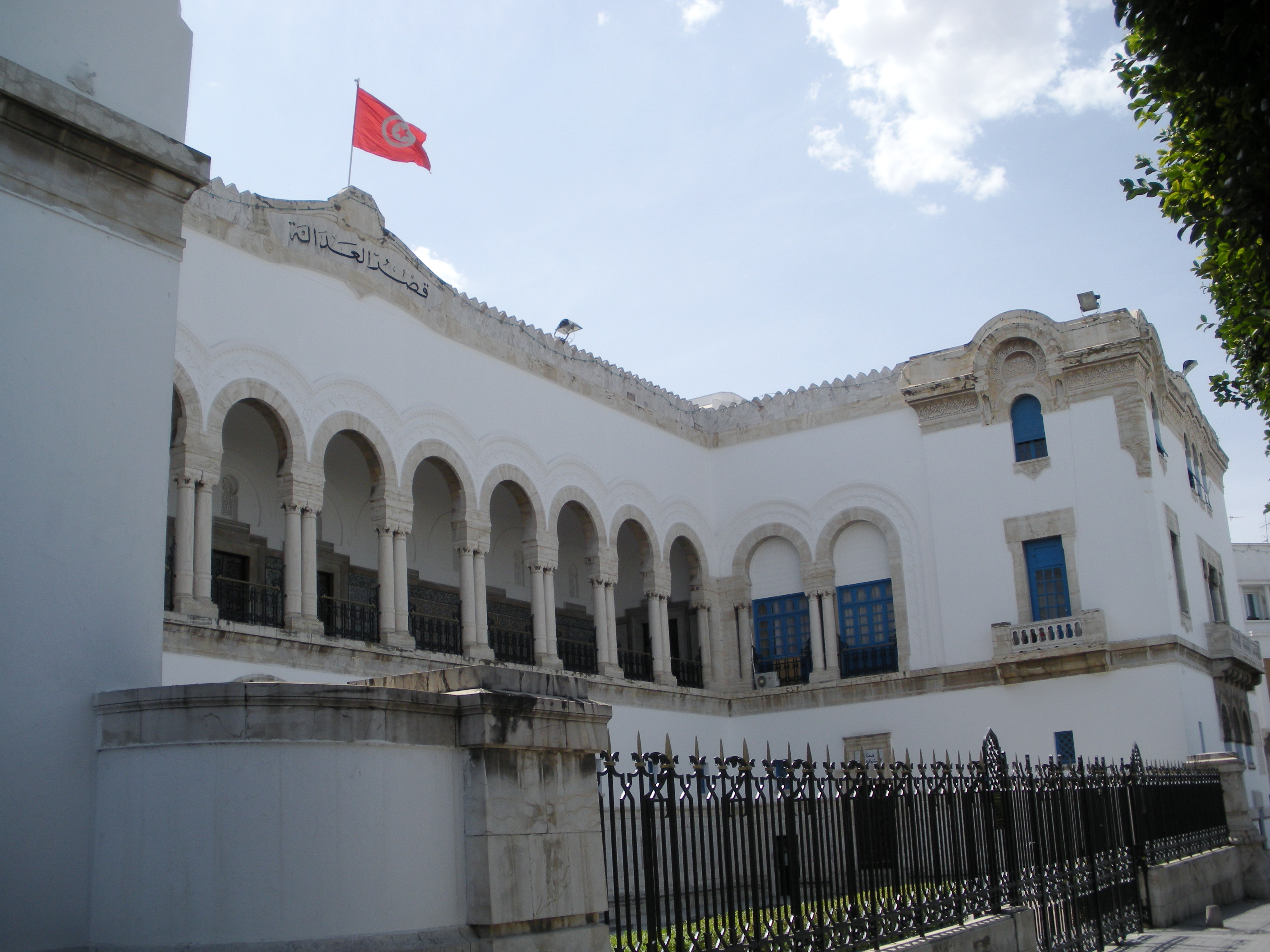
قصر العدالة بتونس (مقر المحكمة الابتدائية بالعاصمة)

فحسب الفصل 40 مجلة المرافعات المدنية والتجارية التونسية «تنظر المحكمة الابتدائية في جميع القضايا عدي ماخرج عنها بنص خاص» وضع المشرع بالرجوع للنص قاعدة مفادها ان للمحكمة صلاحيات عامة وشاملة لكل النزاعات الدائرة الا انه اعقبها باستثناء هو انه يمكن للمشرع ان ينتزع أحد الصلاحيات لهذه المحكمة واعطائها لهيئة قضائية اخري شرط وجود تنصيص واضح لذلك بموجب القانون..وتقسم هذه المحاكم حول كامل البلاد بمعدل محكمة لكل منطقة أو ولاية أو محافظةحسب مرجع النظر الترابي وياخذ بعين الاعتبار في ذلك عدد السكان وكثرة النزاعات القضائية في تلك المنطقة.
وتسهيلا لذلك قُسمت المحكمة إلى دوائر جزئية حيث ينظر في القضية قاض واحد أو كلية وهي لجنة ثلاثية من القضاة برئاسة أحدهم. يُقر ذلك بحسب حجم ومقدار وقيمة الحق المطالب به في القضايا المدنية، وبحجم الجرائم في حق المجتمع في القضايا الجنائية.

### مصر
تنص المادة 9 من قانون السلطة القضائية المصرى رقم 46 لسنة 1974 على أنه :
( يكون مقر المحكمة الابتدائية في كل عاصمة من عواصم محافظات الجمهورية.
وتؤلف كل محكمة من عدد كاف من الرؤساء والقضاء ويندب لرياستها أحد قاضيي محكمة الاستئناف التي تقع بدائرتها المحكمة الابتدائية أو أية محكمة استئناف أخرى تالية لها طبقا للترتيب المبين في الفقرة الأولى من المادة 54 من هذا القانون.
ويكون الندب بقرار من وزير العدل بعد أخذ رأى مجلس القضاء الأعلى لمدة سنة على الأكثر قابلة للتجديد.
ويكون بكل محكمة عدد كاف من الدوائر يرأس كلا منها رئيس المحكمة أو أحد الرؤساء بها. ويجوز عند الضرورة أن يرأسها أحد قضاة المحكمة.
وتصدر الأحكام من ثلاثة أعضاء.
ويجوز أن تنعقد المحكمة الابتدائية في أي مكان آخر في دائرة اختصاصها أو خارج هذه الدائرة عند الضرورة وذلك بقرار من وزير العدل بناء على طلب رئيس المحكمة ).